# Unst
Unst é a terceira maior das Ilhas Shetland depois da Shetland Mainland e de Yell. Faz parte das North Isles. É a mais setentrional ilha habitada das Ilhas Britânicas e tem cerca de 120 km2.
Unst é uma importante colónia de nidificação de aves marinhas.

## Geografia
Unst consiste principalmente de pastagens, com falésias na costa. A sua maior povoação é Baltasound, anteriormente o segundo maior porto de pesca de arenque, depois de Lerwick, e que agora abriga uma cervejaria, um pavilhão desportivo e o aeroporto da ilha. Outros assentamentos incluem Uyeasound, lar do Greenwell's Booth (um armazém hanseático); o Castelo Muness (construído em 1598 e saqueado por piratas em 1627); e Haroldswick, localidade famosa pelos seus museus.
As autoridades das ilhas Shetland reivindicaram, ao longo dos anos, o título de "extremo norte" do Reino Unido em várias categorias: o pequeno assentamento em Skaw, no nordeste da ilha, é o extremo norte do país; O Farol Muckle Flugga, no norte de Unst, foi inaugurado em 1858 e é o farol mais a norte da Grã-Bretanha, estando localizado perto de Out Stack, a rocha mais ao norte das ilhas.
Vestlandet fica a 300 km de distância.

## Geologia
As ilhas de Unst e Fetlar são compostas principalmente de rochas ígneas ultramáficas e máficas, que fazem parte de um ofiolito, uma secção da crosta oceânica do Oceano de Jápeto, destruída durante a orogenia caledoniana.
Unst já foi o local de várias pedreiras de cromita, uma das quais foi administrada pela ferrovia Hagdale Chromate entre 1907 e 1937.

## Clima
Devido à sua localização geográfica, à distância de quaisquer cidades e à contaminação atmosférica, o clima da ilha é oceânico, com verões frescos e invernos relativamente frios, com temperaturas raramente superiores a 14 °C.
As temperaturas do inverno geralmente variam de 2°C a 6°C. As temperaturas médias do verão variam de 10°C a 18°C, com picos históricos de 25°C ou mais.

## Fauna e flora
Unst é o lar de importantes colónias de aves marinhas, especialmente na Reserva Natural Hermaness. Também é caracterizada pela sua flora, incluindo a Arenaria norvegica e Cerastium nigrescens, esta última espécie endémica da ilha.